# Despina Vandi
Despina Vandi (nacida como Δέσποινα Μαλέα, romanizado como Déspoina Maléa, Tubinga, Alemania, 22 de julio de 1969) es una cantante griega. Ha desarrollado su carrera profesional, principalmente, en Grecia y Chipre, donde es una de las artistas más reconocidas a nivel nacional. Su música mezcla elementos tradicionales griegos con el pop y el dance más modernos. Además de en su país natal ha tenido importantes éxitos en Turquía, Estados Unidos, Rusia, Australia o varios países árabes. Entre sus mayores éxitos se encuentran sus singles "Υποφέρω" ("Ypofero"), Γεια ("Gia), "Come Along Now" o "Υπάρχει Ζωή" ("Yparxei Zoi"), Γυρίσματα (Girismata), Το νησί (To Nisi) o Κάνε Κάτι (Kane Kati). Ha sido nominada a más de 80 premios por su impecable carrera artística, consiguiendo en torno a 60 premios a nivel nacional e internacional. Cuenta entre su discografía con 10 álbumes de estudio, un álbum en directo y varias recopilaciones y reediciones de sus propios temas. 
Además de su carrera musical, ha participado en varios programas de televisión en Grecia, como preparadora de The Voice of Greece o presentadora de la selección nacional del representante de Grecia en Eurovisión en 2013 y 2014.
Está casada con el jugador de fútbol Ντέμης Νικολαΐδης (Demis Nikolaidis).

## Biografía
Su nombre real es Déspoina Maléa. Nació en Tubinga, Alemania, una pequeña ciudad universitaria cerca de Stuttgart, al suroeste del país. Sus padres se habían desplazado allí desde Kavala (Grecia) y volvieron a su ciudad de origen cuando Despina tenía seis años. Como resultado, la pequeña Despina nunca aprendió alemán. Pasó el resto de su niñez en Kavala antes de ir a la universidad de Tesalónica, donde estudió psicología, filosofía y educación. 
Durante su estancia en la universidad, Despina empezó a cantar en un bar local con un amigo suyo que tocaba el piano. Pronto creció su interés por la música, recibió cursos de canto y atrajo la atención del mundo de la música griega. Su talento y presencia en el escenario la condujeron a los estudios de grabación. Su primer nombre artístico fue el de "Elli Mara", transformando posteriormente su apellido original por "Vandi". 

## Carrera artística

### 1994-1996: Comienzos y primeros álbumesGela MouyEsena Perimeno
Despina grabó su primer álbum, titulado Gela mou (Sonríeme) con la compañía Minos-EMI, en 1994, en el que se incluía un dueto con el cantante griego Yiannis Parios. La canción, titulada «To adieksodo», escrita por Vasilis Karras, tuvo un importante éxito. En 1996 un segundo álbum salió a la venta con el título de Esena perimeno (Te espero), con un gran número de canciones escritas por su director musical Tony Kontaxakis. De este disco destacan los sencillos "Esena Perimeno", "Den Pethainei I Agapi" y "Efiges". Al año siguiente, Despina hizo un tour por Europa y América. Estos primeros discos tuvieron un éxito moderado en Grecia y sirvieron como carta de presentación de Despina Vandi en Grecia, una de las artistas más conocidas de su panorama musical. 

### 1997-1999: Alianza con Phoebus y estrellato nacional
En diciembre de 1997 Despina formó equipo con el productor y compositor Foibos/Phoebus. Su primera colaboración, Deka entoles (Diez mandamientos), produjo más singles exitosos. Este disco fue certificado con doble disco de platino y vendió más de 100.000 copias en Grecia y Chipre. Esta asociación con el productor Phoebus podría llegar a ser uno de los más notables de la industria discográfica griega y que seguirían teniendo éxito comercial durante una década y más, llegando a celebrar el 10.º Aniversario con la ejecución del disco 10 Hronia Mazi (10 años juntos). A partir del éxito de este álbum, Despina Vandi se convirtió rápidamente en una de las cantantes más populares en Grecia y Chipre. 
En 1998, Despina Vandi lanzó un nuevo sencillo titulado "Spania". Además, Despina experimentó en el mundo de la interpretación en el programa Dio Xeni (Dos extraños). Por este papel, Despina despertó buena crítica por su alto nivel interpretativo.
A finales de 1999, Despina y Foibos producen el álbum Profities (Profecías), que consiguió ser disco de oro el mismo día en que fue sacado a la venta, y platino en sólo un mes. "Apapa", "To Giatriko", "To Koritsaki sou" o "Sta Dosa Ola" son algunos de los sencillos que destacaron de este disco. Tras este éxito, Despina Vandi consiguió realizar un concierto ante más de 7000 personas en la sala de conciertos de Lycabettus, en Atenas.

### 2000-2002: Éxito de "Ypofero"y "Gia" y premio a la artista griega con más éxitos de ventas
El sencillo «Ypofero» («Sufro») fue seis veces platino, con más de 300.000 copias vendidas, convirtiéndose en el CD-sencillo más vendido de la historia de Grecia. Por dicho éxito, la artista recibió un premio de manos de Richard Branson en Londres. Además, en 2001, Despina saca un álbum recopilatorio de sus mayores éxitos musicales hasta el momento titulado The Best. 
En otoño de 2001 Despina y Foibos decidieron hacer un contrato con la nueva y más dinámica compañía discográfica Heaven Music, y el 19 de diciembre de ese mismo año, Despina publicó Gia , un álbum doble con veintiún nuevas canciones que fue cuatro veces disco de platino en once días, convirtiéndose en uno de los álbumes más vendidos en la historia de Grecia, con alrededor de 200.000 discos vendidos. Muchas de las canciones de este álbum tuvieron una gran repercusión no sólo en Grecia, sino también en Chipre, Bulgaria, Turquía o Líbano. Su sencillo "Gia" también fue proyectados en las radios australianas, estadounidenses y rumanas. Durante este año, Despina Vandi realizó un concierto gratuito en la ciudad de Salónica ante más de 60.000 personas.
A principios de marzo de 2002, Despina fue premiada en los World Music Awards, en Mónaco, como la artista griega con más éxito de ventas, siendo la primera artista que, viviendo y trabajando en Grecia, recibe un premio de tal categoría. A principios de 2003, presentó su nuevo sencillo «Ante Gia», un remíx de su anterior éxito "Gia", que escaló en las listas griegas como sus predecesores. Este sencillo alcanzó la categoría de doble platino. Ambos temas fueron recopilados en un nuevo álbum que llevó por título Gia & Ante Gia: Collector's Edition. En este disco, podemos encontrar una nueva versión del tema "Gia" en griego e inglés.

### 2003-2004:Live,primer álbum en directo y éxito internacional
En 2003, Despina Vandi lanzó su primer álbum en directo, Live, donde se recogía sus mayores éxitos en sus años de carrera durante los diferentes conciertos que realizaba por Grecia, además de incluir otros temas de éxito en Grecia originalmente de otros artistas. El disco fue lanzado en Grecia, Chipre y Turquía.
En 2004, dos nuevos éxitos la auparon a lo más alto del panorama musical, «Opa Opa» y «Come along now», esta última fue la canción oficial de la marca Coca-Cola para los Juegos Olímpicos de Atenas 2004. "Come along now", una canción de estilo pop-house, además de ser lanzado en Grecia, lo hizo también en los Estados Unidos o Rusia, donde consiguió ser la segunda canción más vendida. Por su parte, “Opa Opa”, versión en inglés de la canción original de Notis Sfakianakis, fue un rotundo éxito en países como Grecia o Estados Unidos y alcanzaron cierta popularidad en países como Bélgica, España o Dinamarca. En otoño de 2004, Despina realizó cuatro conciertos en Norteamérica, en concreto en Nueva York, Atlantic City, Chicago o Toronto.

### 2005-2006: Sexto álbum de estudio,Stin avli tou paradisouy colaboración con Giorgos Mazonakis
A finales de 2004, Despina lanza su sexto álbum de estudio, titulado Stin avli tou paradisou («En el jardín del paraíso») en el que Foibos vuelve a colaborar con Despina. Este álbum tuvo un éxito menor al esperado, alcanzando sólo el doble disco de platino, por lo que fue relanzado con nuevas canciones, incluyendo la canción “Amane” junto a Giorgos Mazonakis. Esta versión especial del álbum fue lanzado en Grecia, Chipre, Rusia, Ucrania, Hungría, Rumanía y Turquía, donde consiguió el número 2 en las listas de éxitos musicales. Además de “Amane”, “Jambi” fue uno de los temas con mayor éxito del disco. Este disco hizo que Despina Vandi ganara seis premios en dos años en los MAD Video Music Awards de 2005 y 2006, convirtiéndola en la artista griega más premiada en este aspecto. En 2006, Despina lanzó un EP titulado “Kalanta” con el que consiguió doble disco de platino.

### 2007-2008: 10 años de colaboración con Phoebus y álbum10 H.M.

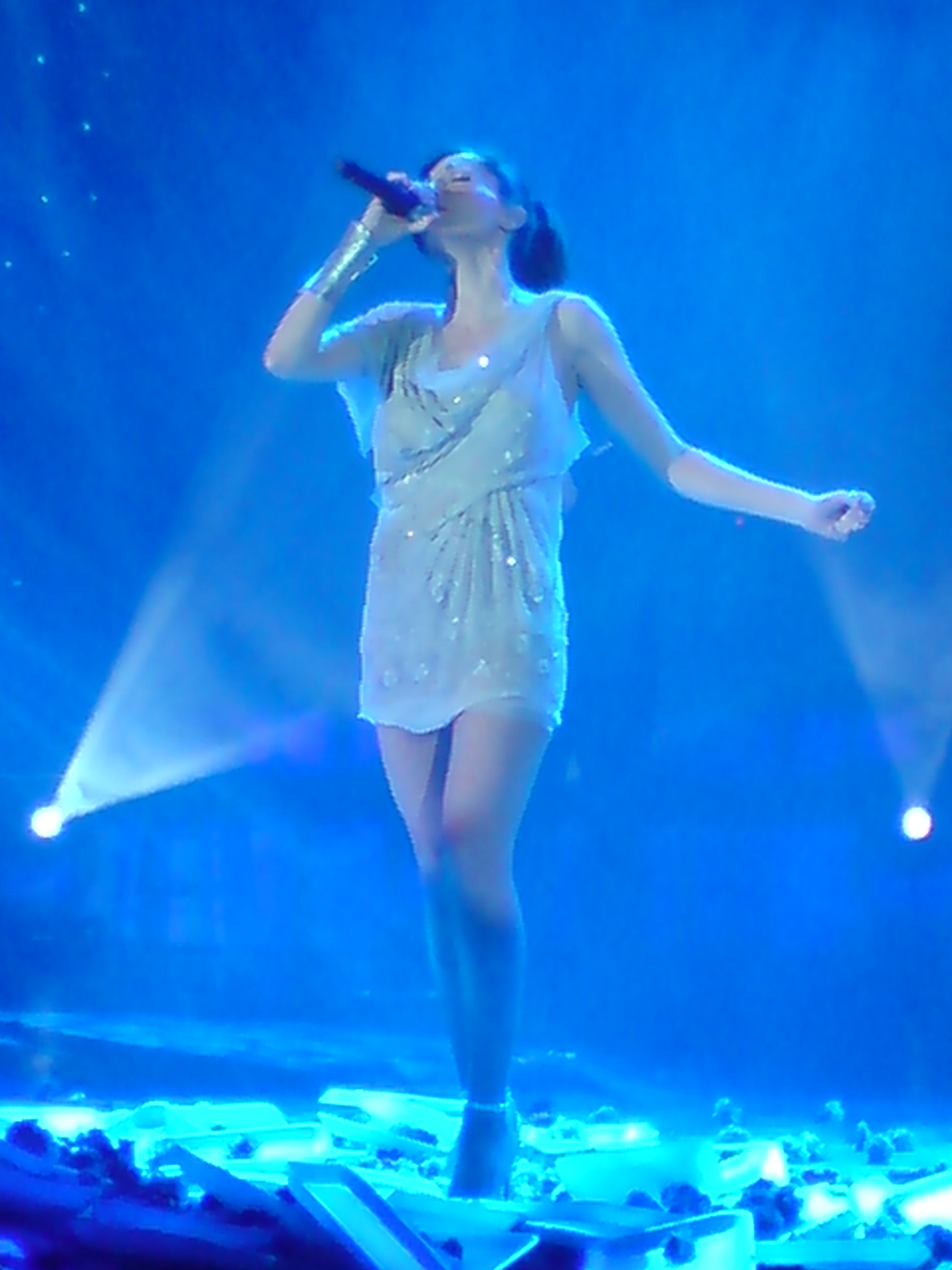
Despina Vandi durante un concierto en Salónica en el año 2007.

Para conmemorar el décimo aniversario de su colaboración con el productor Phoebus, Despina Vandi lanzó en 2007 su álbum «10 Hronia Mazi» (abreviado como 10 H.M.), que a pesar de las expectativas se convirtió en el álbum menos vendido de la cantante en su carrera. A pesar de ello, algunas pistas como “Thelo” o “10 xronia mazi” tuvieron un considerado éxito en las listas musicales de Grecia, alcanzando posiciones altas durante seis semanas consecutivas. Otros singles de este álbum fueron “Agapi” y “Fantasou Apla”.
En 2008, Despina colaboró con el grupo alemán Schiller, con quien sacó a la venta el sencillo “Destiny” en inglés. Este nuevo tema, junto a otros inéditos, estuvo incluido en la reedición del anterior disco, ahora titulado 10 Hronia Maz: It´s destiny. En este año, Despina Vandi ganó el premio a “Mejor artista femenina” en los MAD Awards. Además, colaboró en Pekín en el proyecto musical Global One, junto a la cantante pop china Wei Wei y la brasileña Daniela Mercury. A finales de 2008, Vandi comenzó una gira internacional y realizó tres conciertos con entradas agotadas en Melbourne, Sídney y Adelaida. Más tarde realizó un conciertos benéfico en Chipre, donde fue galardonado con un disco de platino por su álbum 10 Hronia Mazi en Chipre, después de haber ya recibido la certificación de platino por las ventas del álbum en Grecia.

### 2009: "Iparxei Zoi" y firma con la compañía discográfica The Spicy Effect.
En mayo de 2009 actuó en una gira en cinco lugares de Estados Unidos y Canadá. Después de su gira por América del Norte, colaboró con Goin' Through en una gira por toda Grecia. Además, su nuevo sencillo “Iparxei Zoi”, una canción pop-rock, se convirtió en un nuevo éxito en toda Grecia. Esta canción fue presentada durante los MAD Music Video Awards. 
En verano de 2009, Despina Vandi realizó un tour por toda Grecia donde materializó 32 conciertos, todos ellos con entradas agotadas, convirtiéndose en la gira más exitosa de un artista nacional en el año 2009, rompiendo récords de número de entradas agotadas antes del comienzo del concierto. En noviembre de 2009, tras la marcha de Phoebus del sello discográfico Heaven Music, Despina siguió sus pasos, firmando ambos su contrato con el sello The Spicy Effect. 

### 2010-2011: Primer álbum bajo el sello discográfico The Spicy Effect,C'est La Vie
En marzo del año 2010, Despina Vandi lanzó su nuevo sencillo promocional llamado "Koritsi Prama", una canción con un estilo roquero similar al de su anterior sencillo "Iparxei Zoi". La canción, escrita por Phoebus, fue presentada en directo para la cadena de radio Dromos 89.8 FM ante una serie de fanes que había ganado un pase vip para presenciar el estreno del nuevo sencillo de Despina. Dicha canción estaba compuesta de dos partes, estrenadas en distintas etapas del año.
En junio del mismo año, Despina Vandi puso en venta su octavo álbum, titulado C'est La Vie, junto al periódico Real News, siguiendo una tendencia muy extendida entre los cantantes griegos de publicar sus discos junto a periódicos y a costes más asequibles, con el objetivo de mejorar sus niveles de ventas. Este álbum vendió más de 100.000 copias, sin embargo no recibió ningún disco de oro, algo que nunca había ocurrido desde que en 1994 comenzó su carrera musical. En ese mismo mes, Vandi estrenó un nuevo sencillo titulado "Kommati Ap' Tin Kardia Sou" durante los MAD Video Music Awards. De nuevo, en dicho sencillo, Despina Vandi muestra su cara más roquera, al igual que con los anteriores singles. El tercer sencillo del álbum, "Erota Thelei I Zoi", fue lanzado a las estaciones de radio en 13 septiembre de este mismo año, siendo éste el sencillo más exitoso de su nuevo disco. Su video musical fue filmado en la isla griega de Hydra. Además, Despina colaboró nuevamente con el grupo alemán de música electrónica Schiller, poniendo voz a la canción "Sunday", que fue incluida en los discos de ambos artistas. 
Durante este año, Despina Vandi participó en la serie de conciertos MTV Unplugged, organizados por la cadena MTV Greece, siendo la primera artista griega en acudir a dicho evento. Además, realizó un tour por Grecia junto a la cantante Elli Kokkinou, y un concierto en Londres con entradas agotadas.
Ya en 2011, Despina interpretó su nuevo sencillo "Gi Alli Mia Fora" en los premios MAD Video Music.

### 2012: Del pop-rock al laiko, su nuevo trabajoAllaxa
A finales del año 2011, Despina Vandi presentó el primer sencillo de su nuevo disco, titulado "Mou Xeis Perasei", con letra de Phoebus y música de Gavrilis Mosas. Como segundo sencillo, fue lanzado "Girismata". A finales de dicho año, Despina apareció junto a Elli Kokkinou y Nikos Ikonomopoulos en la sala de concierto FEVER. 
Ya en 2012, fue lanzado Allaxa, su noveno álbum, marcando el regreso de Vandi a un género más laiko después de la mala acogida de su álbum C'est la vie. Aparte de Phoebus, en este disco colaboran artistas como Eleni Giannatsoulia, Olga Vlahopoulou, Vangelis Kostantinidis o Gavrilis Mosas. El álbum fue certificado con un doble disco de platino y restableció el éxito comercial de Vandi con múltiples éxitos como "Mou Xeis Perasi", "Girismata", "To Asteri mou", "To Nisi (su videoclip fue filmado en la pequeña isla de Skiathos) y "Katalavaino".

### 2013-2014: La Despina Vandi más televisiva,Eurovision 2013y2014y preparador de The Voice of Greece
A pesar de que Despina Vandi nunca aceptó representar a Grecia en el Festival de Eurovisión, sí aceptó presentar la final nacional para elegir al artista durante los años 2013 y 2014, donde fueron elegidos Koza Mostra & Agathonas Iakovidis y Freaky Fortune & Riskykidd, respectivamente. En ambas ocasiones Despina estuvo acompañada por el actor Giorgos Kapoutzidis. Durante 2013, Despina presentó su nuevo sencillo "Xano Esena", que recibió críticas positívas, permaneciendo en lo alto de las listas musicales griegas durante más de 10 semanas.
En 2014, Despina Vandi fue una de las artistas que participó como jurado de la versión griega del formato internacional The Voice, conocido en esta ocasión como The Voice of Greece. Despina estuvo acompañada por artistas de renombre nacional como Antonis Remos, Melina Aslanidou y el cantante Michalis Kouinelis, del grupo Stavento. La greco-chipriota Maria Elena Kyriakou, del grupo de Despina, fue la ganadora de la primera edición de dicho concurso, representando posteriormente a Grecia en el Festival de Eurovisión del año 2015 con la canción "One last breath". Despina Vandi continuó como preparador del programa en la segunda edición de The Voice of Greece realizado en 2015.

### 2015-presente: Ruptura con Phoebus y vuelta a Heaven Music.
A finales de 2014, Despina lanzó su décimo disco de estudio, llamado De Me Stamatises. Para la realización de dicho disco, Despina había vuelto a la compañía discográfica Heaven Music, dejando atrás su colaboración con el compositor Phoebus, tras 18 años de unión. "Xano Esena" fue tomado como primer sencillo, a los que siguieron la balada "Kalimera" o la canción pop-dance "Olla Allazoun". Además "Kane Kati" y "An Sou Lipo" también fueron tomados como singles de su nuevo disco, teníendo todos una gran aceptación entre el público griego.

## Discografía
- Gela Mou (1994)
- Esena Perimeno (1996)
- Deka Endoles (1997)
- Profities (1999)
- Gia (2001)
- Despina Vandi Live (2003)
- Stin Avli Tou Paradeisou (2004)
- 10 Hronia Mazi (2007)
- C'est La Vie (2010)
- Allaksa (2012)
- De Me Stamatises (2014)

## Vida personal
Despina Vandi es la menor de tres hermanos. Está casada con el futbolista internacional por Grecia, Demis Nikolaidis, exjugador de equipos como el AEK de Atenas o el Atlético de Madrid y actual propietario del AEK de Atenas. Tiene dos hijos, una niña, Melina, y un niño, Giorgos, nacidos en 2004 y 2007 respectivamente. 
En agosto de 2008, Despina sufrió un accidente de tráfico en Kifisia, un suburbio al norte de la ciudad de Atenas. Su coche, conducido por su chófer resbaló con una mancha de aceita derramado sobre la carretera, provocando la pérdida del control del vehículo y chocando con un camión que circulaba delante. Despina fue herida en la cabeza siendo trasladada rápidamente al Hospital General de Atenas, donde se recuperó del golpe sufrido.
En 2013, Despina Vandi rechazó actuar en un concierto junto a Notis Sfakianakis, cantante que había realizado declaraciones a favor del partido griego neonazi Amanecer Dorado. Para ello, Despina aludió que eran más las razones que separaban a ambos artistas que las que lo unían y que ella era hija de inmigrantes griegos en Alemania (dicho partido rechaza la inmigración en Grecia).
Desde que comenzó su carrera musical allá por 1994, Despina Vandi ha tenido un rivalidad artística con la cantante grecochipriota Anna Vissi. El origen de esta rivalidad se encuentra en unas declaraciones de la propia Despina en 1996 cuando fue apodada como "la nueva Anna Vissi", comentario que no fue del gusto de los fanes de Anna. En 2009, hubo un intento de acercamiento entre ambas artistas tras coincidir en los premios MAD Video Music, e incluso se llegó a comentar sobre un posible dueto entre ambas cantantes, hecho que nunca llegó a realizarse. Además existen rumores sobre una rivalidad, aunque menor, con la cantante Helena Paparizou (nombrada como la sucesora de Despina Vandi), sin embargo ambas partes han reconocido que su relación es cordial e incluso han aparecido juntas en varios eventos.
Un documental elaborado por Discovery Channel sobre las personas más ricas de Europa estimaba una fortuna de 30 millones de € en la pareja Vandi-Nikolaidis.